# Berkel
Berkel är en 114,19 km lång flod i Tyskland och Nederländerna.
Den rinner upp i Billerbeck i Nordrhein-Westfalen och korsar gränsen mellan tyska Vreden och nederländska Rekken för att fortsätta genom provinsen Gelderland och mynna i Ĳssel vid Zutphen.